# Макартур Араказа
Макартур Араказа (кір. MacArthur Arakaza; нар. 29 липня 1995, Макамба) — бурундійський футболіст, воротар клубу «Лусака Дайнамос». Виступав, зокрема, за клуби «ЛЛБ Академік», «Фламбо де л'Ест» та «Вітал'О», а також національну збірну Бурунді.

## Клубна кар'єра
У дорослому футболі дебютував 2011 року виступами за команду «ЛЛБ Академік», в якій провів один сезон. Своєю грою за цю команду привернув увагу представників тренерського штабу клубу «Фламбо де л'Ест», до складу якого приєднався 2012 року. Відіграв за команду наступні два сезони своєї ігрової кар'єри. 2014 року уклав контракт з клубом «Вітал'О», у складі якого провів наступні два роки своєї кар'єри гравця.
Згодом з 2016 по 2018 рік грав у складі команд «Дікіль», «Вітал'О», «Вілла» та «Какамега Гоумбойз».
До складу клубу «Лусака Дайнамос» приєднався 2019 року.

## Виступи за збірну
У складі національної збірної Бурунді дебютував 28 листопада 2012 року в переможному (1:0) поєдинку Кубку КЕСАФА проти Танзанії. Викликався Лотфі Насімом до складу національної команди для участі в Чемпіонаті африканських націй 2014 року
У складі збірної був учасником Кубка африканських націй 2019 року в Єгипті.